# Mesnil-Saint-Blaise
Mesnil-Saint-Blaise (wa. Li Mwinni-Sint-Blåjhe) – dzielnica (section) gminy Houyet w Belgii, w Regionie Walońskim, w prowincji Namur, w okręgu Dinant. 1 stycznia 2020 roku liczyła 892 mieszkańców. Do 31 grudnia 1976 r. samodzielna gmina. 

## Demografia
Liczba mieszkańców, stan na 1 stycznia:
| Rok                | 1930 | 1947 | 1961 | 2020 |
| ------------------ | ---- | ---- | ---- | ---- |
| Liczba mieszkańców | 643  | 585  | 600  | 892  |